# 肌肉胸甲

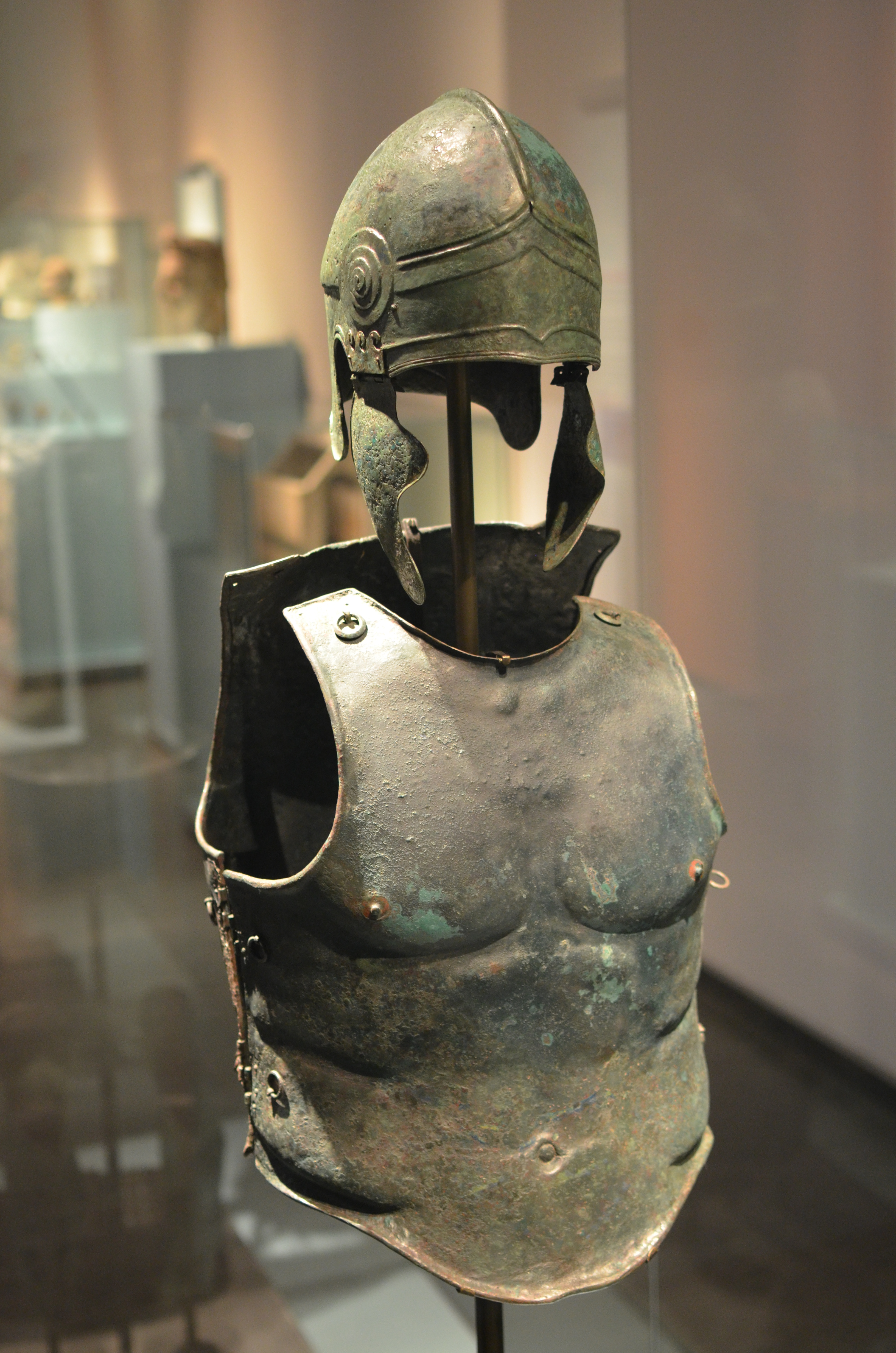
古希臘的青銅頭盔和肌肉胸甲

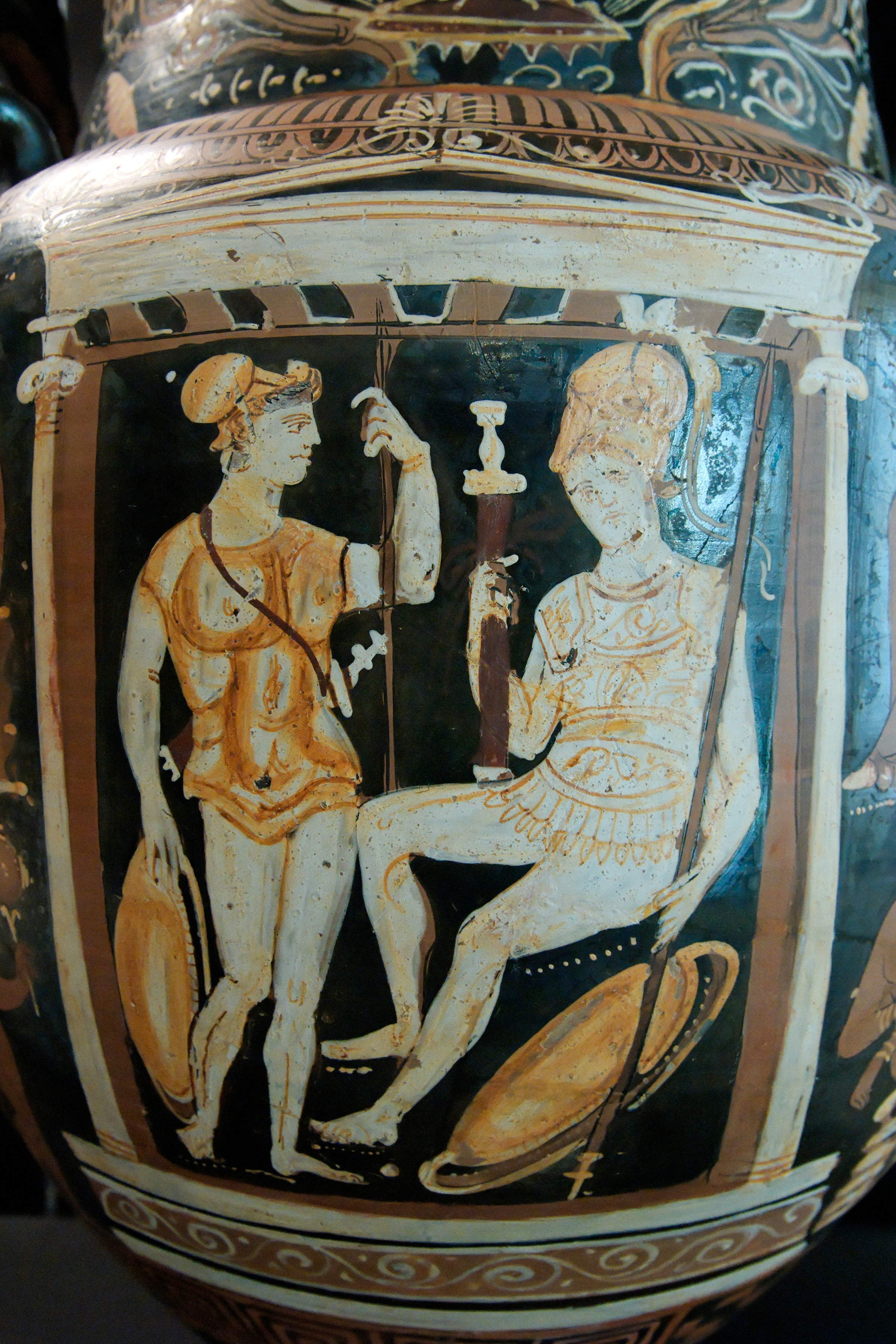
從意大利普利亞大區出土的花瓶，其中一名男性被描畫成穿著肌肉胸甲

肌肉胸甲（拉丁語：lorica musculata）是一種將外形塑造成理想的、軀幹肌肉線條分明的男性胴體的胸甲，更精細者甚至會凸顯乳頭和肚臍，這種盔甲最早被發現在希臘古風時期並於公元前5至4世紀期間流行起來，材料一般為青銅，但也有以水煮皮甲製作。肌肉胸甲在古希臘和古羅馬藝術中非常常見，並被描畫成由將軍、君主或神祗所穿著。在羅馬雕塑作品中出現的肌肉胸甲其設計會更為花俏，並會刻上神話情景作為點綴，例如羅馬帝國的第一门的奥古斯都像上的肌肉胸甲為了宣揚帝國的戰績和君權神授，其細節雕刻極盡奢華之能是。考古團隊所挖掘出的肌肉胸甲則相對地樸素，相信為一般士兵所用。
肌肉胸甲可以分拆為前半身和後半身兩件，總重量約為11公斤。被判斷屬於公元前475至450年間的肌肉胸甲覆蓋到腹部的範圍較少，僅到達腰部的位置。胸甲下一般會以短奇通打底，公元前2世紀開始的新亞提卡派人體雕塑中看到肌肉胸甲已經覆蓋整塊腹肌，並以長奇通打底。在希臘維爾吉納古墓出土的肌肉胸甲由鐵所製並以金浮雕裝飾
。在意大利出土的肌肉胸甲不像希臘般有護肩的部件，其中相信屬於薩莫奈人和奧斯坎人的胸甲外形相對希臘的要粗糙，這類胸甲主要出土於坎帕尼亞大區、伊特魯里亞和其他意大利南部區域。
儘管古希臘歷史學家波利比烏斯並沒有在他描述古羅馬軍隊裝備的記載中提及肌肉胸甲，但文物考古和那個時代的各類藝術中證明了肌肉胸甲有在實戰中被採用，豎立在德爾菲紀念埃米利烏斯·保盧斯的壁畫上就有三名軍人穿著肌肉胸甲，他們傍邊有兩名穿著鎖子甲的步兵。